# Speleoglomeris hispanica
Speleoglomeris hispanica är en mångfotingart som beskrevs av Henri W. Brölemann 1913. Speleoglomeris hispanica ingår i släktet Speleoglomeris och familjen klotdubbelfotingar. Inga underarter finns listade i Catalogue of Life.